# 2001 Maniacs: Field of Screams
2001 Maniacs: Field of Screams è un film del 2010 diretto da Tim Sullivan con l'aiuto di Herschell Gordon Lewis.
La pellicola è il sequel di 2001 Maniacs rispetto al quale è stato cambiato totalmente il cast.

## Trama
22 aprile 1864 – Durante la guerra civile americana, dei soldati rinnegati del Nord giunsero in una città del Sud, uccidendo uomini, donne e bambini. Tuttavia i 2001 deceduti divennero dei fantasmi assetati di vendetta. Fino a quando tutti i 2001 non saranno vendicati, loro continueranno a camminare perpetuamente sulla terra.
Al giorno d'oggi i 2001 stanno aspettano la loro insaziabile vendetta, che sembra non arrivare mai. Dopo aver ucciso un ufficiale della polizia, che si era rifiutato di attirare la gente del Nord nella città di Pleasant Valley, alcuni dei non morti decidono di visitare gli stati del nord.
È iniziata la tournée che ha come protagoniste Rome e Tina Sheraton, fidanzate con Falcon (in realtà soltanto per apparire in televisione. Lui è omosessuale) e K-Jay. I loro tour procede con feste, droghe e sesso, facendo indignare la regista Val-Turner e Bristol, quest'ultima fidanzata con il montatore delle scene, Jerry. Jesus, il guidatore della roulette che trasporta il gruppo, distraendosi per via di un pompino di Cherry, fa un incidente, facendo fermare tutti nel bel mezzo del niente. La loro sfortuna dura bene poco, visto che il giorno dopo scoprono di essere vicini a “Pleasant Valley”. Qui, conoscono il capo, George W. Buckman, la nonna, Granny Boone, Milk Maiden, Harper Alexander, Crow e China Rose.
Gli avvenimenti all'interno di Pleasant Valley procedono con una certa tensione, visto che tutti si comportano in maniera molto strana e ambigua. Bristol, sbattendo contro un palo, viene portata da Jesus dal dottore, Harper e dalla sua assistente. Andondosene, Harper e la sua amica si divertono con Bristol, spogliandola e aspettando il suo risveglio per ucciderla squartandola in due. K-Jay non trova il paesino stranamente vuoto e viene così attratto da una tenda, dove tre ragazze, tra cui China Rose e Milk Maiden, lo seducono e gli tolgono i vestiti, per vestirlo con un vestito da soldato. Lo fanno sedere su una sedia. Appaiono Granny e Buckman, che gli dicono che è arrivato il momento della foto ricordo. La sedia era in realtà elettrica e quando accendono l'interruttore K-Jay muore folgorato.
Partecipando a uno spettacolo, Falcon partecipa a un pezzo magico, dove viene fatto scomparire e portato nel centro del teatro. Qui, incontra Rufus, un altro membro dei 2001. Rufus vede attraverso il suo cuore e sa del vero orientamento sessuale di Falcon. Quest'ultimo lo ammette, tuttavia, l'altro uomo, invece di baciarlo lo uccide, mangiando il suo cuore. Il prossimo a morire è Jerry, ucciso da Harper davanti a tutti gli altri ragazzi. Jesus, Cherry, Val-Turner, Rome e Tina cercano di scappare, ma vengono tutti e cinque catturati. Saputo della morte dei loro amici e dell'origine dei 2001, i restanti cercheranno di scappare, ma Val-Turner, Cherry e Jesus moriranno. Solo Rome e Tina riescono a scappare, ma verranno uccise da un membro dei 2001. Questi ultimi, intanto, si affrettano a preparare nuove trappole per i prossimi ospiti.

## Produzione
A differenza del primo film Raw Nerve non è stato coinvolto con la produzione.
La pellicola doveva intitolarsi 2001 Maniacs: Beverly Hellbillys, ma Tim Sullivan, non soddisfatto del film, lo cambiò con quello attuale.

## Colonna sonora
- Clifford Allen Wagner – "Killers on the Highway"
- Spider Mountain – "Lord, Let Me Help You Decide Who to Kill"
- Clifford Allen Wagner and Ahmed Best – "The South's Gonna Rise Again"
- Clifford Allen Wagner and Ahmed Best – "Rot in Hell"
- Clifford Allen Wagner and Ahmed Best – "Hey Hey Howdy Howdy Hey"
- Clifford Allen Wagner and Ahmed Best – "Fun, Games and Feastin'"
- Patrick Copeland & Lin Shaye – "Cannibals"
- Clifford Allen Wagner and Ahmed Best – "Building From the Ground Up"
- Psycho Charger – "The South's Gonna Rise Again"

## Distribuzione
Il film è stato presentato nel 2010 (26 febbraio) alla FRIGHT FEST in Glasgow, Scozia e ad altre tre fiere dei film nel Regno Unito. Il film è uscito il 5 luglio 2010 e il formato Blu Ray il 20 luglio dello stesso anno.